# Žiganskij ulus
Lo Žiganskij ulus è un ulus (distretto) della Repubblica Autonoma della Jacuzia-Sacha, nella Russia siberiana orientale; il capoluogo è la cittadina di Žigansk.